# گوشه‌گیر سبز
گوشه‌گیر سبز (نام علمی: Phaethornis guy) نام یک گونه از سرده گوشه‌گیرمرغ‌ها است.